# James Stevenson
James Stevenson (nascido em 1 de fevereiro de 1877, data de morte desconhecida) foi um ciclista britânico.
Em Estocolmo 1912, Stevenson fez parte da equipe escocesa que terminou na quarta posição no contrarrelógio por equipes. No contrarrelógio individual, foi o sexagésimo oitavo colocado.